# 기나사촌
기나사촌(일본어: 鬼無里村)은 일본 나가노현 가미미노치군에 있던 촌이다. 헤이세이의 대합병에 의해, 2005년부터는 나가노시 기나리 지구가 되었다. 단풍 전설이나 기소 요시나카에 의한 전승을 남기고, 전설에서 따온 「도쿄」 「니시쿄」등의 촌락이 있다. 오쿠소바하나 계곡(일본 백경)과 미즈바쇼 대군락의 오쿠소바나 자연원(일본의 비경 100선)도 유명하다. 성수기에는 인구가 6000명 정도였으나 폐지 당시에는 2000명 정도로 감소해 과소지역으로 지정돼 있었다.

## 지리
나가노현의 북부, 가미미노치군의 서쪽 끝에 있다.

## 역사
전국기에는 고산성(현재의 오가와촌)에 본거지를 둔 다이히카타 씨가 영지해 타케다 신겐에 복종했다. 타케다 씨 멸망 후에는 기소 요시마사, 우에스기 케이카츠의 영지를 거쳐 세키가하라 전투 이후에는 가와나카지마 번(마쓰시로 번)에 편입되었다.
메이지 중기 정촌제 시행으로 기나리 촌과 히카게 촌이 합병하여 기나리 촌이 되었다. 헤이세이의 대합병으로 나가노시에 편입되어 소멸했다.
1955년에 히사토 촌에서 히시모노 치카자와 지구 0.15km2, 5호 21명(※1990년(헤이세이 2년) 3월 이후 전호 전출해 현재는 무인)을 편입한 것 이외에는 헤이세이의 대합병으로 나가노 시에 편입될 때까지 촌역의 변동이 없었다.
- 969년(야스와 2년) 9월 20일 헤이유 시게루가 흰 수염 신사에서 단풍 토벌 전승 기원을 했다고 한다.
- 1183년(수에이 2년) 1월 20일 기소 요시나카가 시라히키 신사에서 히라이에 추토의 전승 기원을 했다고 한다.
- 1458년(쵸로쿠 2년) 도은산 겐코지 문서에 「키나사」의 기술이 남는다.기나사 지명이 등장하는 가장 오래된 사료.
- 1573년(덴쇼 10년) 기소 요시마사의 주인장에 「기나사지향」의 기술이 남는다. 기나사(貴無里)자가 사용된 가장 오래된 사료.
- 1622년(겐와 2년) 마쓰시로 번 사나다령의 일부가 된다. 당시 기나사촌은 1046석, 일영 마을은 555석으로 알려져 있다.
- 1682년(덴와 3년) 구사이시가 열리게 된다.
- 1847년(홍화 4년) 3월 24일 젠코지 지진.기소전 아부키 붕괴충창산에서 큰 산사태
- 1886년(메이지 19년) 밑단하나가와를 따라 기나리 가도(현재의 국도 406호)가 개통.
- 1600년(게이초 5년) 모리 다다마사가 가이즈 성에 들어가 가와나카지마 번 성립.
- 1889년 6월 12일 - 정촌제 시행으로 기나사촌이 성립하였다.
- 1936년 11월 22일 - 가와바타 야스나리가 라이촌. 이듬해 발표된 소설 『목가』에 단풍 전설 등의 기술이 남는다.
- 1955년 2월 1일 - 히사토 촌의 히시타노 지카자와 지구를 편입했다.(히사토 촌의 잔부는 에이 촌과 합병해 주조 촌이 성립하였다).
- 1973년 4월 18일 녹설에 의해 하기노봉에서 폭 200미터, 연장 2킬로미터에 이르는 대규모 산사태가 발생. 지방도 141미터, 마을도 690미터가 붕괴되었다[10].인적 피해는 없었지만 25채 95명에게 대피 명령이 내려졌다. 피해액 13억8000만엔.
- 2005년 1월 1일 - 도요노정, 도가쿠시촌, 오오카촌과 함께 나가노시에 편입되었다.

## 인구
쇼와 20년대 중반에는 1000세대를 넘어 인구도 6200명에 달하고 있었다. 가 그 후는 계속 감소해 나가노시로의 합병 전에는 피크시의 3분의 1이 되었다.합병 시 세대수는 약 831세대 2182명.
실제로는 약 30%의 세대가 마을 밖에 집을 가지고 있었다(동절기 무인 가구).나가노 시내까지는 버스로 약 1시간 거리이지만 편수는 적고, 고등학교에 다니는 사람은 나가노 시내에 하숙하는 것이 많았다.

## 경제
와 30년대까지만 해도 삼베에 의한 다다미실 가공, 숯불구이, 양잠이 마을을 지탱하는 3대 산업이었다.
이들이 쇠퇴하자 오쿠하치바나의 미즈바쇼 군락이 일본 최대급임을 활용하여 관광수입을 얻기 위해 1969년 오쿠하치바나 자연원을 개설하였다.예전에는 촌민들도 쉽게 접근할 수 없었던 오지였으나 1979년(쇼와 54년)에는 오쿠소바나 댐이 완성되면서 일단의 도로가 정비되었다. 1983년 『일본의 자연 백선』에 선출되어 관광객이 늘었으나 도로가 협소하여 대형 버스로 인한 교통 체증이 과제가 되었다. 1994년에 연간 10만 명이 넘는 관광객을 모았지만 종종 토사 재해로 통행이 금지되어 휴원해야 했다.특히 2001년부터 토사 재해로 인해 2년간 휴원되었으나 2003년 재개, 2004년에는 오쿠소바나 대교가 완성되어 교통편을 도모하고 있다. 그러나 최근 관광객 수는 현재 제자리걸음을 하고 있다.
농업 분야에서는 방울토마토와 린드의 신종 도입에 따른 다각화를 꾀하는 한편 원숭이, 고드름, 곰 등에 의한 농업 피해[18] 및 유휴 황폐지가 심화되고 있다.임업 분야에서는 후계자 부족에 의해 벌채되지 않고 갱신기를 맞은 광대한 임야의 유지보수가 과제가 되고 있다.

## 교통

### 도로
- 국도 406호선